# Жумберак (планина)
Жумберак (словен. Gorjanci) је планина у северозападној Хрватској и југоисточној Словенији. Највиши врх Жумберка је Света Гера на хрватској страни планине, висок 1181 m. Мада је Жумберак ниска планина, због околних предела равничарског типа чини се већи и виши него шта стварно јесте. Жумберак је под буковом шумом, а у нижим деловима под шумом букве и храста. Планина је слабо настањена. На хрватској страни се налазе велеград Загреб, Самобор и Карловац, а на словеначкој градови Ново Место, Брежице и Метлика. Иако територијално половина припада Хрватској, а половина Словенији, Словенци сматрају својим и део Жумберка око Свете Гере који се налази у Хрватској. Главни пут који пролази по Жумберку је хрватски државни пут D505 који води од Самобора до Карловца, а пролази читавим хрватским делом Жумберка. Жумберак се у Хрватској такође назива „Алпска Хрватска“. На Жумберку се налази неколико затворених рудника у којима су се вадили бакар, злато и гвожђе.

## Срби у Жумберку
Почетком 16. века, у време османске најезде, жумберачка област се налазила у саставу Војводине Крањске. Након турског пораза под Бечом (1529), хришћани из пограничних области Босанског санџака су преко аустријских ухода ступили у контакт са крајишким заповедницима, што је током 1530. године довело до пресељења првих скупина православних Срба. Досељеници из турских области у околини Срба, Унца и Гламоча пребегли су на хабзбуршко подручје, настанивши се у луку реке Купе и око Жумберка (данас у Хрватској), односно у Метлици, Черномељу (данас Словенија), Пољану и Ложу, а средином 1531. године пристигла је још једна група од око 1000 ускока из долине реке Цетине.
Цар Фердинанд I је поврљом од 5. јуна 1535. године даровао ускоцима поседе у Жумберку, ослободивши их на 20 година од пореза, уз обавезу вршења војне службе. Потом се током 1538. године у области Жумберка доселило још неколико скупина српских досељеника, који су потицали из околине Срба и Цетине. Тим поводом, цар Фердинанд I је 5. септембра 1538. године у Линцу издао нову повељу досељеним Србима-крајишницима и њиховим старешинама (capitaneos et wayuodas Seruianos seu Rascianos), потврдивши им разне повластице.
Досељени Срби у области Жумберка говорили су штокавксим наречјем и били су под јуридиксциојом Српске православне цркве, односно Пећке патријаршије. У званичним документима католичке цркве и Хабзбуршког царства ови православни Срби називани су „Рашани или ускоци“ по Рашкој, „Срби (Сервиани) или Рашани (Расциани)“, „Власи или ускоци“, „Власи или Рашани“, само Власи, како су православне Србе називали Турци и „шизматици“ по расколу цркава из 1054. године. У изворима, најчешће су називани „Власима или ускоцима“, а ређе „Сервианима или Расцианима“.

### Унијаћење, покатоличавање и кроатизација Срба у Жумберку
Под притиском католичке цркве, а касније и аустријске државе српски православна епархија са седштем у Марчи постепено је превођена у унију, односно покатоличена је, што је коначно довршено у другој половини 18. века. Један део православних Срба је поунијаћен и остао је у унији у оквиру Гркокатоличке цркве у Жумберку, где се у Крижевцима, данас налази седиште грко-католика за цео простор Хрватске и Србије. Један део њих постепено је потпуно преведен у католичку цркву. Поред унијаћења и покатоличавања, обављена је и темељно похрваћивање српских ускока у Жумберку, тако да се тамо дана већина изјашњавају као Хрвати. Занимљиво је да се у суседној Словенији у Белој Крајини, подручју које се ослања на Жумберак, досељеници истог порекла и групе, већим делом изјашњавају као Срби.

## Попис насељених српских ускока у Жумберку из 1551.
Врховни краљевски заповедник у Угарској, гроф Никола Салм поставио је 12. маја 1546. године жумберачког капетана Ивана Ленковића. Иван се заузимао за ускоке и за обнову града Жумберка.. Године 1951. начињен је попис Ускока под његовом командом. У попису су наведена имена и презимена ускока, подаци о њиховом статусу у крајишкој служби, број јединице којој припадају, плати, као и називи места у којима бораве. Овај попис спада међу најважније крајишке пописе из 16. века. Из списка се може приметити да је навећи број имена српског порекла, као и то да је највећи број с кореном "вук“. Осим тога, попис показује да је романских утицаја било врло мало, али чак се и такви налазе у словенско-романској симбиози..

## Лтература
- Веселиновић, Рајко (1993). „Срби у Хрватској у XVI и XVII веку”. Историја српског народа. 3 (1). Београд: Српска књижевна задруга. стр. 427—490.
- Vukšić, Dragan (2015). Žumberački uskoci: Unijaćenje i odnarođivanje (PDF). Zagreb: Srpsko narodno vijeće.
- Гавриловић, Славко (1986). „Срби у Хрватској од бечког рата до рата 1716-1718”. Историја српског народа. 4 (1). Београд: Српска књижевна задруга. стр. 62—77.
- Гавриловић, Славко (1986). „Срби у Хрватској од аустро-турског рата 1716-1718. до рата 1737-1739”. Историја српског народа. 4 (1). Београд: Српска књижевна задруга. стр. 176—191.
- Гавриловић, Славко (1986). „Срби у Хрватској од Београдског мира до краја XVIII века”. Историја српског народа. 4 (1). Београд: Српска књижевна задруга. стр. 217—232.
- Гавриловић, Славко (1995). „О унијаћењу и покатоличавању Срба у Хрватској, Славонији и Угарској (XIII-XIX век)”. Зборник о Србима у Хрватској. 3: 7—44.
- Гавриловић, Славко (1996). „Унијаћење Срба у Хрватској, Славонији и Барањи (XVI-XVIII век)”. Српски народ ван граница данашње СР Југославије од краја XV века до 1914. године. Београд: Завод за уџбенике и наставна средства. стр. 37—47.
- Гавриловић, Славко (1996). „Проблем унијаћења и кроатизације Срба”. Република Српска Крајина. Топуско-Книн-Београд: Српско културно друштво Сава Мркаљ, Српско културно друштво Зора, Радничка штампа. стр. 111—126.
- Дабић, Војин С. (1992). „Сеоба Срба у Хрватску и Славонију од почетка XVI до краја XVII века”. Catena mundi. 1. Београд: Матица Срба и исељеника Србије. стр. 265—281.
- Дабић, Војин С. (2000). Војна крајина: Карловачки генералат (1530-1746). Београд: Свети архијерејски синод Српске православне цркве.
- Ivić, Aleksa (1907). „Dolazak uskoka u Žumberak”. Vjesnik kr. hrvatsko-slavonsko-dalmatinskoga Zemaljskoga arkiva. 9: 115—147.
- Ивић, Алекса (1918). „О првој српској сеоби у Жумберак (1530-1535)”. Vjesnik kr. hrvatsko-slavonsko-dalmatinskoga Zemaljskog arkiva. 20: 245—279.
- Ивић, Алекса (1923). „Из прошлости Срба Жумберчана”. Споменик СКА. 58: 1—103.